# Sour Times
Sour Times è un singolo del gruppo trip hop britannico Portishead, pubblicato nel 1994 ed estratto dal loro album di debutto Dummy.

## Tracce
CD 1
1. Sour Times
2. It's a Fire
3. Pedestal
4. Theme from 'To Kill a Dead Man'

CD 2
1. Sour Times (edit)
2. Sour Sour Times
3. Lot More
4. Sheared Times
5. Airbus Reconstruction